# Nikola Pavlović
Nikola Pavlović (in serbo Никола Павловић?; Kraljevo, 13 maggio 1996) è un cestista serbo.